# إبراهيم العلج باي

إبراهيم العلج باي هو باي قسنطينة وحاكم بايلك الشرق ضمن أيالة الجزائر في العهد العثماني. امتد حكمه بين سنتي 1703 و1707 ليخلفه فيما بعد حمودة باي.